# Bianca Bauer
Bianca Bauer (* 19. August 1973 in Trier) ist eine deutsche Tischtennisspielerin. Sie spielte in der Bundesliga und gewann bei Deutschen Meisterschaften der Erwachsenen eine Bronzemedaille.

## Werdegang
Bereits in ihrer Jugend erzielte Bianca Bauer mehrere überregionale Erfolge bei Deutschen Meisterschaften und Bundesranglistenturnieren. 1991 wurde sie für die Teilnahme an der Jugend-Europameisterschaft in Granada nominiert. Hier platzierte sie sich im Doppel mit Elke Schall im Viertelfinale. Bei den Erwachsenen spielte sie von 1993 bis 2000 mit den Vereinen SV Böblingen und  SV Winterwerb in der 1. Bundesliga. Im Jahr 2000 wechselte sie nach Luxemburg zum Verein DTC Mertert.
Zu ihren größten Erfolgen zählt der Gewinn der Bronzemedaille im Doppel mit Melanie Jost bei den Deutschen Meisterschaften 1991.
Nach ihrer Heirat 1999 trat sie unter dem Namen Bianca Loch auf. Ein Jahr später sorgte sie für Schlagzeilen, als sie per einstweiliger Verfügung ihre Teilnahme an der Deutschen Meisterschaft durchsetzte.

## Turnierergebnisse
| Verband | Veranstaltung                       | Jahr | Ort            | Land | Einzel | Doppel | Mixed | Team |  |
| ------- | ----------------------------------- | ---- | -------------- | ---- | ------ | ------ | ----- | ---- |  |
| GER     | Deutsche Meisterschaft Schüler      | 1987 | Lampertheim    | GER  | Bronze |        |       |      |  |
| GER     | Deutsche Meisterschaft Schüler      | 1988 | Rimpar         | GER  |        | Gold   |       |      |  |
| GER     | Deutsche Meisterschaft Schüler      | 1989 | Püttlingen     | GER  |        | Bronze |       |      |  |
| GER     | Deutsche Meisterschaft Schüler      | 1991 | Hagen          | GER  | Silber | Silber |       |      |  |
| GER     | Bundesranglistenturnier Juniorinnen | 1990 | Frankenthal    | GER  | Gold   |        |       |      |  |
| GER     | Bundesranglistenturnier Juniorinnen | 1991 | Mölln          | GER  | Gold   |        |       |      |  |
| GER     | Deutsche Meisterschaft Junioren     | 1992 | Hagen          | GER  |        | Bronze |       |      |  |
| GER     | Deutsche Meisterschaft Junioren     | 1993 | Bad Segeberg   | GER  | Bronze |        |       |      |  |
| GER     | Bundesranglistenturnier Juniorinnen | 1993 | Ascheberg      | GER  | Bronze |        |       |      |  |
| GER     | Bundesranglistenturnier Juniorinnen | 1994 | Oberderdingen  | GER  | Gold   |        |       |      |  |
| GER     | Deutsche Meisterschaft Junioren     | 1994 | Bochum         | GER  |        | Bronze | Gold  |      |  |
| GER     | Deutsche Meisterschaft Junioren     | 1995 | Stadtallendorf | GER  |        | Bronze |       |      |  |